# Florence Masnada
Florence Masnada (Grenoble, 16 de diciembre de 1968) es una deportista francesa que compitió en esquí alpino.
Participó en tres Juegos Olímpicos de Invierno, obteniendo dos medallas de bronce, en Albertville 1992 (combinada) y en Nagano 1998 (descenso).
Ganó una medalla de bronce en el Campeonato Mundial de Esquí Alpino de 1999, en la prueba combinada. En la Copa del Mundo consiguió una victoria y ocho podios en total.
En 1992 fue nombrada caballero de la Legión de Honor.
Estudió un máster en Administración de Empresas en la Emlyon Business School de Lyon. Trabajó como comentarista deportiva para Eurosport y Europe 1.

## Palmarés internacional
| Juegos Olímpicos   | Juegos Olímpicos                   | Juegos Olímpicos  | Juegos Olímpicos |
| Año                | Lugar                              | Medalla           | Prueba           |
| ------------------ | ---------------------------------- | ----------------- | ---------------- |
| 1992               | Albertville (Francia)              | Medalla de bronce | Combinada        |
| 1998               | Nagano (Japón)                     | Medalla de bronce | Descenso         |
| Campeonato Mundial |                                    |                   |                  |
| Año                | Lugar                              | Medalla           | Prueba           |
| 1999               | Vail/Beaver Creek (Estados Unidos) | Medalla de bronce | Combinada        |